# 中華民國衛生福利部
衛生福利部（簡稱衛福部）是中華民國有關公共衛生、醫療與社會福利事務的最高主管機關，同時監督各縣市地方政府衛生局（處）與社會局（處）。其前身為1971年成立的「行政院衛生署」，2013年升格改制為部並改為現名。

## 歷史
中華民國歷史上，中央衛生主管機關曾多次調整，計設衛生勤務部、衛生部（二次）、內政部衛生署（三次）、內政部衛生司（二次）、行政院衛生署（三次）。自1987年起，從《行政院組織法修正草案》提出調整提案，到最後定名為止，曾出現過「衛生福利部」、「厚生部」、「社會福利暨衛生部」、「社會福利暨勞動部」等名稱構想。最後在2013年7月，正式以原行政院衛生署為基礎，整合公共衛生醫療、社會福利等兩大社會民生事務，設置「衛生福利部」。
大陸時期
1928年4月，國民政府內政部成立「內政部衛生司」，司長陳方之。10月25日國民政府發布設立衛生部的命令。11月，内政部衛生司升格為「衛生部」。頒布了《醫師暫行條例》、《藥師暫行條例》、《護士暫行條例》、《助產士暫行條例》等法令。12月26日召開第一屆全國衛生行政會議。
1932年2月，衛生部又降編入內政部，成為「內政部衛生署」，劉瑞恒以禁煙委員會委員長兼内政部衛生署署長。但《内政部衛生署組織法》在立法院審議了3年，直至1934年4月才由國民政府公布。
1936年11月，改組為行政院直屬機構為「行政院衛生署」。
1938年4月，二度降編為「內政部衛生署」。
1940年4月，再次改為「行政院衛生署」。
1947年5月，國民政府改組為中華民國政府，二度升格為「衛生部」。
1949年5月，三度降編「內政部衛生署」，署長王祖祥。8月，再縮編為「內政部衛生司」。
臺灣戰後時期
1971年3月17日，再次改組為行政院直屬機構「行政院衛生署」。
1995年元旦，配合全民健康保險即將實施，中央健康保險局（今中央健康保險署）成立。
1999年7月1日，因應精省措施，臺灣省政府衛生處改為「行政院衛生署中部辦公室」；原衛生處所轄的36家省立醫院及家庭計畫研究所、公共衛生研究所與婦幼衛生研究所，亦改為衛生署附屬機關。
2001年7月12日，整合保健處、家庭計畫研究所、公共衛生研究所及婦幼衛生研究所，成立國民健康局（今國民健康署）；重建結核病防治體系，原「慢性病防治局」改制為「胸腔病院」。
2004年7月，醫政處更名為醫事處（今醫事司），中部辦公室改組為醫院管理委員會（今附屬醫療及社會福利機構管理會），增設護理及健康照護處（今護理及健康照護司）、國際合作處（今國際合作組）。
2010年元旦，食品藥物管理局（今食品藥物管理署）成立後，原食品衛生處、藥政處改編入該局下的醫療器材及化粧品組、藥品及新興生技藥品組。
2013年5月31日依照政府組織再造規劃，立法院三讀通過《衛生福利部組織法》和相關組織法，並於同年6月19日公告施行。7月23日，三度升格為「衛生福利部」，成為中華民國政府遷臺後第二個新組成的部，本部仍位於臺北市大同區塔城街36號；原內政部社會司的社福業務移置衛生福利部成立社會救助及社工司、保護服務司、社會保險司，內政部兒童局與教育部的國立中國醫藥研究所亦改隸衛生福利部，分別改制為社會及家庭署與國家中醫藥研究所。12月30日，位於臺北車站3樓的統計處、全民健康保險會、全民健康保險爭議審議會、護理及健康照護司以及位於本部3樓的社會保險司，先行搬至衛生福利大樓（臺北市南港區忠孝東路六段488號）。
2014年6月3日，衛生福利部位於塔城街辦公區、大坪林辦公區、雙城街辦公區的部本部機關（除護健司、醫管會及衛福人訓中心另於臺灣中部設有辦公區或本部）均搬至衛生福利大樓。
2017年4月12日，成立少子化辦公室，目標將目前的生育率1.1人提升至1.6～2.1人。11月24日，啟用1966長照服務專線。
2020年1月20日，因應嚴重特殊傳染性肺炎（COVID-19）疫情，疾管署成立「嚴重特殊傳染性肺炎中央流行疫情指揮中心」督導全國防範肺炎疫情（新冠疫情指揮中心於2023年5月1日解編）。
2022年5月4日，原心理及口腔健康司改制分成心理健康司、口腔健康司。

## 歷任首長
| 內政部衛生司 司長（第1次） | 內政部衛生司 司長（第1次） | 內政部衛生司 司長（第1次） | 內政部衛生司 司長（第1次） | 內政部衛生司 司長（第1次） | 內政部衛生司 司長（第1次）                                                                |
| 任別                       | 姓名                       | 政黨                       | 就職時間                   | 卸任時間                   | 備註                                                                                      |
| -------------------------- | -------------------------- | -------------------------- | -------------------------- | -------------------------- | ----------------------------------------------------------------------------------------- |
| 1                          | 陳方之 (1884–1969)         |                            | 1928年4月3日               | 1928年11月1日              |                                                                                           |
| 衛生部 部長（第1次）       |                            |                            |                            |                            |                                                                                           |
| 任別                       | 姓名                       | 政黨                       | 就職時間                   | 卸任時間                   | 備註                                                                                      |
| 1                          | 薛篤弼 (1892–1973)         |                            | 1928年10月24日             | 1929年11月4日              | 後由劉瑞恆代理                                                                            |
| 內政部衛生署 署長（第1次） |                            |                            |                            |                            |                                                                                           |
| 任別                       | 姓名                       | 政黨                       | 就職時間                   | 卸任時間                   | 備註                                                                                      |
| 1                          | 劉瑞恆 (1891–1961)         |                            | 1930年12月15日             | 1936年12月12日             |                                                                                           |
| 行政院衛生署 署長（第1次） |                            |                            |                            |                            |                                                                                           |
| 任別                       | 姓名                       | 政黨                       | 就職時間                   | 卸任時間                   | 備註                                                                                      |
| 1                          | 劉瑞恆                     |                            | 1936年12月12日             | 1937年1月18日              |                                                                                           |
| 衛生勤務部 部長（第2次）   |                            |                            |                            |                            |                                                                                           |
| 任別                       | 姓名                       | 政黨                       | 就職時間                   | 卸任時間                   | 備註                                                                                      |
| 1                          |                            |                            | 1937年8月                  | 1938年1月                  |                                                                                           |
| 內政部衛生署署長（第2次）  |                            |                            |                            |                            |                                                                                           |
| 任別                       | 姓名                       | 政黨                       | 就職時間                   | 卸任時間                   | 備註                                                                                      |
| 1                          | 顏福慶 (1882–1970)         |                            | 1938年8月17日              | 1940年4月24日              |                                                                                           |
| 2                          | 金寶善 (1893–1984)         |                            | 1940年6月20日              |                            |                                                                                           |
| 行政院衛生署 署長（第2次） |                            |                            |                            |                            |                                                                                           |
| 任別                       | 姓名                       | 政黨                       | 就職時間                   | 卸任時間                   | 備註                                                                                      |
| 1                          | 金寶善                     |                            | 1940年4月                  | 1947年4月23日              |                                                                                           |
| 衛生部 部長（第3次）       |                            |                            |                            |                            |                                                                                           |
| 任別                       | 姓名                       | 政黨                       | 就職時間                   | 卸任時間                   | 備註                                                                                      |
| 1                          | 周詒春 (1883–1958)         |                            | 1947年4月23日              | 1948年12月22日             |                                                                                           |
| 2                          | 林可勝 (1897–1969)         |                            | 1948年12月22日             | 1949年1月18日              | 國防醫學院院長兼任 後由朱章賡代理                                                         |
| 3                          | 金寶善                     |                            |                            |                            | 未到任                                                                                    |
| 內政部衛生署 署長（第3次） |                            |                            |                            |                            |                                                                                           |
| 任別                       | 姓名                       | 政黨                       | 就職時間                   | 卸任時間                   | 備註                                                                                      |
| 1                          | 朱章賡 (1900–1978)         |                            | 1949年1月13日              | 1949年3月21日              | 代理 副署長王祖祥出任                                                                     |
| 內政部衛生司 司長（第2次） |                            |                            |                            |                            |                                                                                           |
| 任別                       | 姓名                       | 政黨                       | 就職時間                   | 卸任時間                   | 備註                                                                                      |
| 1                          | 王祖祥                     |                            | 1950年4月28日              | 1955年10月27日             |                                                                                           |
| 2                          | 郭松根 (1903–1982)         |                            | 1955年10月27日             | 1958年1月28日              |                                                                                           |
| 3                          | 吳靜 (1905–?)              |                            | 1958年1月28日              | 1958年9月16日              | 後由李之琳代理                                                                            |
| 4                          | 張智康 (1913-?)            |                            | 1960年6月2日               | 1971年3月17日              |                                                                                           |
| 行政院衛生署 署長（第3次） |                            |                            |                            |                            |                                                                                           |
| 任別                       | 姓名                       | 政黨                       | 就職時間                   | 卸任時間                   | 備註                                                                                      |
| 1                          | 顏春輝 (1907–2001)         | 無黨籍                     | 1971年3月17日              | 1974年6月25日              | 醫學博士                                                                                  |
| 2                          | 王金茂 (1913–2002)         | 無黨籍                     | 1974年6月25日              | 1981年5月9日               | 公共衛生學者出身                                                                          |
| 3                          | 許子秋 (1920–1988)         | 無黨籍                     | 1981年5月9日               | 1986年1月14日              | 公共衛生學者出身                                                                          |
| 4                          | 施純仁 (1923–2017)         | 無黨籍                     | 1986年1月14日              | 1990年6月2日               | 醫師體系                                                                                  |
| 5                          | 張博雅 (1942–)             | 無黨團結聯盟               | 1990年6月2日               | 1997年9月1日               | 醫師體系                                                                                  |
| 6                          | 詹啟賢 (1948–)             | 中國國民黨                 | 1997年9月1日               | 2000年5月20日              | 醫師體系                                                                                  |
| 7                          | 李明亮 (1936–)             | 無黨籍                     | 2000年5月20日              | 2002年9月1日               | 醫師體系 離任後由政務副署長醒哲代理                                                       |
| 8                          | 醒哲 (1951–)               | 民主進步黨                 | 2002年12月31日             | 2003年5月18日              | 醫師體系 代理署長真除                                                                     |
| 9                          | 陳建仁 (1951–)             | 無黨籍                     | 2003年5月18日              | 2005年2月1日               | 公共衛生學者出身 離任後由政務副署長王秀紅（台灣護理學會出身）代理                         |
| 10                         | 侯勝茂 (1950–)             | 無黨籍                     | 2005年2月17日              | 2008年5月20日              | 醫師體系                                                                                  |
| 11                         | 林芳郁 (1950–)             | 中國國民黨                 | 2008年5月20日              | 2008年9月25日              | 醫師體系 離任後由政務副署長宋晏仁代理                                                     |
| 12                         | 葉金川 (1950–)             | 中國國民黨                 | 2008年9月26日              | 2009年8月6日               | 衛生公務人員體系                                                                          |
| 13                         | 楊志良 (1946–)             | 中國國民黨                 | 2009年8月6日               | 2011年2月9日               | 公共衛生學者出身                                                                          |
| 14                         | 邱文達 (1950–)             | 無黨籍                     | 2011年2月9日               | 2013年7月22日              | 醫師體系                                                                                  |
| 衛生福利部 部長            |                            |                            |                            |                            |                                                                                           |
| 任別                       | 姓名                       | 政黨                       | 就職時間                   | 卸任時間                   | 備註                                                                                      |
| 1                          | 邱文達                     | 無黨籍                     | 2013年7月23日              | 2014年10月3日              | 醫師體系                                                                                  |
| 代理                       | 林奏延 (1948–)             | 無黨籍                     | 2014年10月3日              | 2014年10月21日             | 醫師體系 衛福部政務次長代理                                                               |
| 2                          | 蔣丙煌 (1952–)             | 無黨籍                     | 2014年10月22日             | 2016年5月19日              | 學術界體系 部史首位食品科學學者出身的部長                                                 |
| 3                          | 林奏延                     | 無黨籍                     | 2016年5月20日              | 2017年2月7日               | 醫師體系                                                                                  |
| 4                          | 陳時中 (1952–)             | 民主進步黨                 | 2017年2月8日               | 2022年7月17日              | 牙醫師體系 曾任行政院衛生署副署長，部史首位牙醫師出身的部長                               |
| 5                          | 薛瑞元 (1955—)             | 民主進步黨                 | 2022年7月18日              | 2024年5月20日              | 醫師體系 部史首位擁有醫師、律師雙執照的部長                                               |
| 6                          | 邱泰源 (1956—)             | 民主進步黨                 | 2024年5月20日              | 現任                       | 醫師體系 曾任全國不分區立法委員、中華民國醫師公會全國聯合會理事長、國立臺灣大學醫學院教授 |

## 組織
- 衛生福利部部長（特任政務職文官）
  - 政務次長（兩名，比照簡任第十四職等）
  - 常務次長（一名，簡任第十四職等或師(一)級）
    - 主任秘書（一名，簡任第十二職等）
    - 參事（八名，簡任第十二職等）
    - 技監（五名，簡任第十二職等或師(一)級）
    - 司長（十名，簡任第十二職等或師(一)級）
    - 處長（兩名，簡任第十二職等）
    - 副司長（十名，簡任第十一職等或師(一)級）
    - 副處長（兩名，簡任第十一職等）
    - 專門委員（十六名，簡任第十職等至第十一職等）
    - 高級分析師（一名，簡任第十職等至第十一職等）
      - 科長（五十九名，薦任第九職等）
      - 秘書（十四名，薦任第八至第九職等）
      - 技正（五十五名，薦任第八至第九職等）
      - 視察（三十六名，薦任第八至第九職等）
      - 分析師（八名，薦任第七至第九職等）
      - 專員（七十六名，薦任第七至第九職等）
      - 設計師（十名，薦任第六至第八職等）
      - 技士（七十八名，委任第五職等或薦任第六職等至第七職等）
      - 科員（一二五名，委任第五職等或薦任第六職等至第七職等）
        - 技佐（十四名，委任第四職等至第五職等）
        - 助理設計師（四名，委任第四職等至第五職等）
        - 助理員（二十二名，委任第四職等至第五職等）
        - 辦事員（六名，委任第三職等至第五職等）
        - 書記（六名，委任第一職等至第三職等）

### 內部單位
| 業務單位 - 綜合規劃司 - 社會保險司 - 社會救助及社工司 - 護理及健康照護司 - 保護服務司 - 長期照顧司 - 醫事司 - 口腔健康司 - 心理健康司 - 中醫藥司 | 行政單位 - 人事處 - 政風處 - 秘書處 - 統計處 - 會計處 - 資訊處 | 常設性任務編組 - 法規會 - 附屬醫療及社會福利機構管理會（簡稱醫管會或醫福會） - 衛生福利人員訓練中心 - 國民年金監理會 - 全民健康保險會 - 全民健康保險爭議審議會 - 國際合作組 - 國會聯絡組 - 科技發展組 - 公共關係室 |

### 所屬機關（構）

#### 三級機關
- 疾病管制署
- 中央健康保險署
- 國民健康署
- 食品藥物管理署
- 社會及家庭署

#### 三級機構
- 國家中醫藥研究所

#### 四級機構
醫療機構（由醫管會管理）
- 綜合醫院：基隆醫院、雙和醫院、臺北醫院、桃園醫院、苗栗醫院、豐原醫院、臺中醫院、彰化醫院、南投醫院、嘉義醫院、朴子醫院、新營醫院、臺南醫院、旗山醫院、屏東醫院、花蓮醫院、玉里醫院、臺東醫院、富里醫院、恆春醫院、澎湖醫院、金門醫院
- 特殊療養院：八里療養院、樂生療養院、桃園療養院、草屯療養院、嘉南療養院、胸腔病院

社會福利機構（由社家署代管）
- 老人之家：北區老人之家、中區老人之家、彰化老人養護中心、南區老人之家、東區老人之家、澎湖老人之家
- 少年之家
- 兒童之家：北區兒童之家、中區兒童之家、南區兒童之家
- 教養院：南投啟智教養院、雲林教養院、臺南教養院

### 政府捐助財團法人
- 器官捐贈移植登錄中心
- 醫院評鑑暨醫療品質策進會
- 醫藥品查驗中心
- 國家衛生研究院
- 藥害救濟基金會
- 鄒濟勳醫學研究發展基金會
- 賑災基金會
- 惠眾醫療救濟基金會
- 病理發展基金會
- 婦女權益促進發展基金會

## 爭議

### 兒少性剝削內容的認定標準
2024年2月，發生iWIN要求部分網路平台下架兒少性剝削內容的事件，面對輿論爭議，衛福部保護服務司司長張秀鴛表示，兒童及少年性剝削防制條例沒有排除虛擬創作，例如角色穿著學生制服或形體發育狀況明顯未滿18歲，就可以判斷是兒少，若圖畫或影像又與性有關就適用法律規範。張秀鴛的言論引發動漫迷不滿，不滿民眾於2月5日也在公共政策網路參與平台發表提議「二次元創作(虛擬產物、圖畫)受兒少性剝削條例規範限制的適切性」，提出五項訴求：
1. 相關單位應提供二次元創作與真實兒少受害之相關性數據與社會調查結果
2. 2024三月底條例標準討論會應該舉辦公開說明會，官方邀請與會名單與二次元創作相關的利害關係人數量應達50%，且和政府方主管機關、民間團體之間不得有相關利益關係
3. 判斷標準應考量二次元創作相關產業與創作特性
4. 安排公正客觀的單位主導此條例之修訂，開設公開直播供民眾參與
5. 《兒少性剝削防制條例》中所述兒童及少年之定義範圍應該要更具體定義

提案開放附議後一天內就達到5000人附議門檻。2月17日衛福部也在參與平台上做出初步回應，表示一定會在法定兩個月內作出正式回應。唯張秀鴛表示，依法規及慣例，專家政府機關代表人數不得低於二分之一，剩下二分之一包含兒少團體代表、專家學者、法律專家，產業代表人數不可能達到二分之一；討論過程是否直播，也需取得與會者同意；虛擬性影像早已被兒少性剝削防制條例禁止，既然沒有開放販售就不可能統計相關數據；至於動漫產業發展的主管機關並非衛福部，而是數位發展部。
2024年3月21日衛生福利部會議結束之後，衛福部發布新聞稿表示與會各方做出了「創作自由與兒少權益並重」、「法律規範有其必要」、「認定標準應更具體」、「自律先行再由主管機關認定」等四項結論。然而與會的「ACGN 創作權益推動協會」、「臺北市動漫企劃人員職業工會」、PTT C Chat版務皆聲明沒有達成任何結論，不會對衛生福利部的說法背書，立委蔡易餘也在Facebook發文表示對衛福部的聲明感到遺憾。
2024年4月11日，立委蔡易餘、黃捷、沈伯洋與衛福部達成共識，兒少性影像、以真人所繪製之色情圖畫、AI生成之擬真色情圖畫依《兒童及少年性剝削防制條例》規定處理，動漫創作回歸《刑法》第235條處理，衛福部未來會給出正式函釋。

## 参見
- 衛生福利部所屬醫院